# Mike Starr (musicien)
Pour les articles homonymes, voir Mike Starr et Starr.
Mike Starr, de son nom complet Michael Christopher Starr, est un musicien nord-américain né le 4 avril 1966 à Honolulu et retrouvé mort à son domicile de Salt Lake City le 8 mars 2011.

## Biographie
Mike Starr naît en 1966 à Honolulu à Hawaï. Il est l'aîné de deux enfants. Ses parents divorcent lorsqu'il est encore jeune et ce dernier part vivre avec son père en Floride. 
En 1984 il rencontre le guitariste Jerry Cantrel  
Mike Starr fut à partir de 1987 le bassiste originel d'Alice in Chains. Mais en 1993 lors du Hollywood Rock Festival il fait une Overdose  qui manque de peu de le tuer. Peu après cet événement les membres du groupe décident d'évincer Starr, s'ajoutant à cela sa Toxicomanie  et sa dépendance.  
Il ne se guérit jamais de sa dépendance aux drogues malgré plusieurs cures de désintoxication et suit jusqu'à sa mort un traitement à la méthadone. Sa toxicomanie notoire lui valut de participer en 2009 à l'émission Celebrity Rehab. 
Mike Starr fut interpellé le 18 février 2011 par la police de Salt Lake City en possession de plusieurs cachets de drogue. Une autopsie a été effectuée pour connaître les raisons exactes de son décès, qui est plus que probablement lié à sa toxicomanie.